# 田原桂一
田原 桂一（たはら けいいち、1951年8月20日 - 2017年6月6日 ）は、日本の写真家。

## 来歴・人物
京都府生まれ。写真家である祖父の影響から、中学時代に写真の技術を習得。高校卒業後、劇団のレッド・ブッダ・シアターに参加し、照明と映像を担当。1972年に劇団のヨーロッパ公演に同行し渡仏。そこで出会った日本の柔らかい光とは違う、ヨーロッパの刺すような鋭い光に衝撃を受け、パリにとどまり写真家として活動を始める。
最初のシリーズ『都市』（1973年 - 1976年）では、パリの街をモノクロームで写し、日本とは違うパリ独特の光をとらえる。次のシリーズ『窓』（1973年 - 1980年）で、アルル国際写真フェスティバル新人大賞を受賞し、国際的に脚光を浴びる。1978年、世界の巨星の肖像写真を撮影したシリーズ『顔貌』を発表。他に、『エクラ』（1979年 - 1983年）、『ポラロイド』（1984年）などがある。
田原の作品は写真だけにとどまらず、“光そのものの存在を見たい、光を自分の手でつかみとりたい”という欲求から、光そのものを使った作品、光の彫刻、光のインスタレーションなど、様々な表現方法で光をとらえようとしている。
1989年制作の『光の庭』（北海道恵庭市）は、1ヘクタールのサッポロビール恵庭工場の庭に設置された光の彫刻。光と音楽がコンピュータで制御されシンクロし共鳴効果をもたらしている作品。2000年にはパリ市依頼のプロジェクトによりサンマルタン運河地下道内に『Echos de lumière』を常設。プリズムによって生まれる虹の光が音の響きと共に地下道の石壁を伝う。2001年、パリ写真美術館の屋外空間に『庭園Niwa』が常設される。2003年、ヨーロッパ文化首都イベント『リール2004』の一環として、『Portail de lumière』を制作。2004年、写真全シリーズを展示した回顧展『田原桂一 光の彫刻』が東京都庭園美術館にて開催された、写真だけでなく美術館内や庭を使い「光」を使ったインスタレーションも行なった。その時制作された、『光の門』は青山通りにある株式会社ワールドの庭に常設されている。2006年にはパリ第七大学新校舎の外壁デザイン『Physique』、マルセイユのブッシュ‐ド‐ローヌ県立図書館の外壁プラン光の彫刻『Ode a la Mediterranee』など、建築とのコラボレーションで光の表現領域を拡大。その他にも都市空間での光の設置プロジェクトを数多く制作している。2008年、銀座の中央通りに完成したGINZA888ビルの基本設計および総合プロデュース。イオ・ミン・ペイが設計したカタール王国、国立イスラム美術館の開館記念事業にてアートディレクション、写真集を出版。2014年にはパリ・ヨーロッパ写真美術館にて回顧展を開催。2016年何必館・京都現代美術館にて『光の表象 田原桂一 光画展』を開催。
2009年に株式会社 KTPを設立、アーティストからの視点を活かし建築に力を注ぐ。フランス、サントロペの歴史あるHotel le Beauvallonの改装プランをディレクション、また沖縄県宜野座村リゾート開発プロジェクトも始動。2010年、建築に新しい価値を加えたモジュールハウスシステム『CUBE CUBE』を開発。
日本だけにとどまらず世界を舞台に写真、映像、ブランディング、建築と多方面に活動し続けている。
2017年、肺がんの為、東京都内の病院にて死去。

## 受賞歴
- 1977年 アルル国際写真フェルティバル新人大賞（フランス）
- 1978年 コダック主催フランス写真批評家賞（フランス）
- 1984年 日本写真家協会新人賞
- 1985年 東川賞、木村伊兵衛賞（日本）
- 1987年 グルベンキア美術財団給費（ポルトガル）
- 1988年 ニセフォール・ニエプス賞（フランス）
- 1989年 ADC賞（日本）
- 1990年 フランス文化庁ヴィラメジチ給費（フランス）
- 1993年 シャトーベイシュヴェル財団大賞（フランス及び日本）、フランス芸術文化勲章シュバリエ（フランス）
- 1994年 ADC賞（日本）
- 1995年 パリ市芸術大賞（フランス）
- 1999年 リオン市化学工業地帯「Vallée de la Chimie」プロジェクト受賞（リオン、フランス）、

光のフェスティヴァルコンクール受賞（リオン、フランス）
- 2003年 タラン・デゥ・リュックス オリジナリティー賞 （パリ、フランス）

## 出版物
- 1982年 - ポートフォリオ「Pièce」（山本燿司出版）
- 1983年 - 「ホモ・ロクウエンス」（流行通信出版）
- 1984年 - 「世紀末建築」全6巻（講談社）

「TAHARA KEIICHI 1973-1983」（GIP出版）
「田原桂一のア−ルヌーヴォー」（鹿島出版会）
「田原桂一の世紀末建築」（鹿島出版会）
- 1985年 - 「Nu」（タムロン株式会社出版）
- 1987年 - 「メタフォール 山本燿司オム」（求龍堂出版）
- 1988年 - 「テクスチュアー、皆川魔鬼子の布」（講談社）

「世紀末建築のイマージュ」１巻（講談社）
「顔貌 ア−ティスト達の肖像」（パルコ出版）
- 1989年 - 「アートランダム」（京都書院）
- 1993年 - 「H」（小学館）

「天使の回廊」（新潮社）
「金沢 艶の形」（高桑美術印刷）
- 1995年 - 「パリ・オペラ座」（文献社出版）
- 1996年 - 「田原桂一」（何必館出版）
- 2008年 - 「世紀末建築」全6巻（ランダムハウス講談社）

「MIA/I.M.PEI」（ASSOULINE）
- 2014年 - 「IN-BETWEEN」プラチナプリント（amanasalto）
- 2015年 - 「国会議事堂」（講談社）
- 2016年 - 「Photosynthesis」（スーパーラボ）

「迎賓館 赤坂離宮」（講談社）